# 寒赛
寒赛（?—?），元朝云南南部傣族首领。
泰定二年（1325年）元朝设置车里军民总管府，命他充当总管，佩金虎符。元顺帝至正元年（1341年）二月，起兵反元，被云南行省平章政事脱脱木儿讨伐平定，元朝又派行省都元帅述律杰深入车里安抚当地傣族，寒赛归服，于是增加差赋，设置驿站，与内地诸路相同。有学者认为寒赛是西双版纳傣族第七世第八任召片领刀爱的别称。